# Leitz (Werkzeuge)
Die Leitz-Gruppe ist der weltweit führende Hersteller von Präzisionswerkzeugen zur professionellen Holz- und Kunststoffbearbeitung. Ihr Stammsitz ist Oberkochen, Baden-Württemberg. Das Unternehmen beschäftigt derzeit 2.800 Mitarbeiter und erwirtschaftete im Geschäftsjahr 2017 einen Umsatz von 240 Millionen Euro.

## Unternehmensstruktur

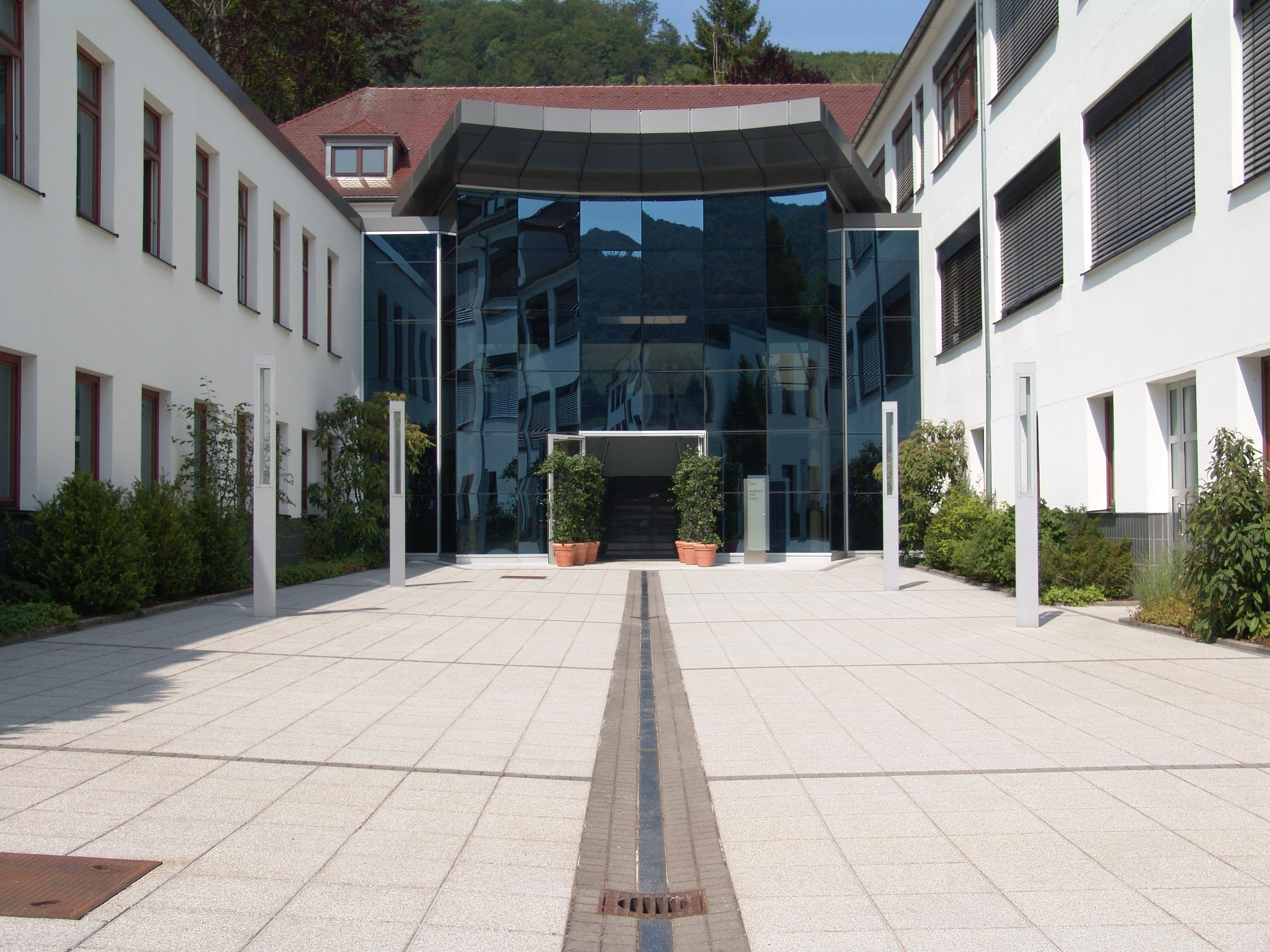
Die Leitz-Firmenzentrale in Oberkochen

Herzstück der Leitz Gruppe ist die Leitz GmbH & Co. KG. Zu dem 1876 gegründeten Stammhaus der Gruppe gehören heute 37 Vertriebsgesellschaften, 6 Produktionsstandorte sowie ein Netz von rund 140 Servicestationen weltweit.
Leitz bildet gemeinsam mit der Boehlerit GmbH & Co. KG in Kapfenberg, Österreich, sowie der Bilz Werkzeugfabrik GmbH & Co. KG, Ostfildern, Baden-Württemberg, den Leitz-Firmenverbund (Brucklacher Gruppe). Boehlerit produziert Hartmetall- und Diamantschneidstoffe sowie Sonderwerkzeuge für die Metallbearbeitung. Bilz produziert thermische Spannsysteme für die Hochgeschwindigkeitszerspanung in der Metall-, Holz- und Kunststoffbearbeitung.

## Produkte und Dienstleistungen
Das Produktspektrum der Leitz-Gruppe umfasst das gesamte Sortiment an maschinengetriebenen Präzisionswerkzeugen zur Zerspanung von Vollholz, Holzwerkstoffprodukten und Kunststoffen. Zum Kundenkreis zählen Industrieunternehmen und Handwerksbetriebe aus dem Bereich der Holz- und Kunststoffbearbeitung.
Darüber hinaus tritt Leitz als Beratungs- und Service-Dienstleister auf.

## Die Unternehmensentwicklung

### Von der Gründung bis zum Generationenwechsel

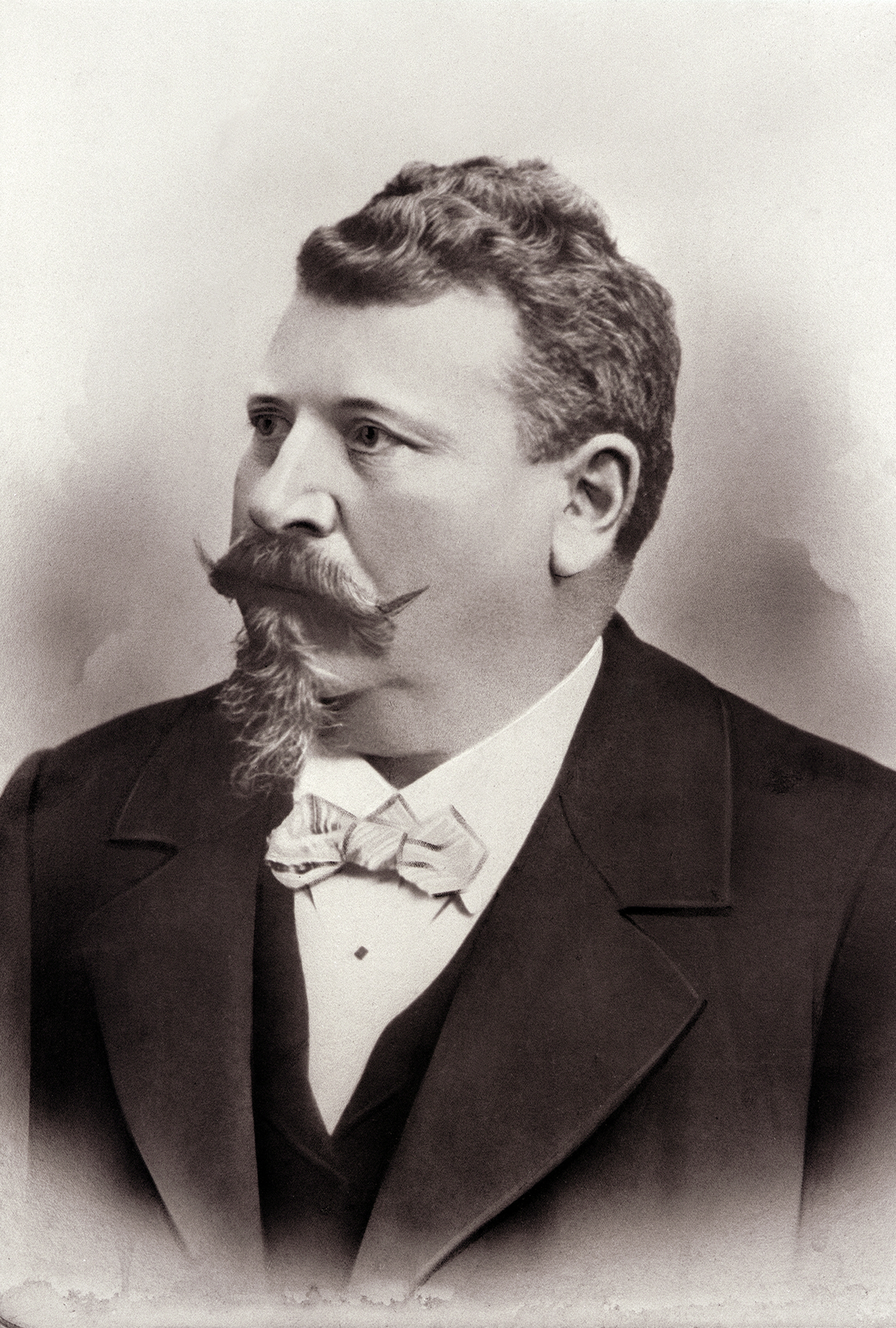
Der Firmengründer Albert Leitz (1854–1916)

Im Jahre 1876 legte Zeugschmiedemeister Albert Leitz mit seiner Werkstatt für Handbohrer, Hobelmesser und Beile in Oberkochen den Grundstein zur heutigen Leitz GmbH & Co. KG. Aus diesen Anfängen ging 1884 die Württembergische Holzbohrer-Fabrik A. Leitz hervor, die um die folgende Jahrhundertwende als zweite Produktlinie maschinengetriebene Werkzeuge entwickelte.

### Die zweite Generation
Im Jahr 1912 folgte die zweite Generation an der Unternehmensspitze. Albert und Fritz Leitz nutzten nach dem Ersten Weltkrieg die wirtschaftlichen Chancen des Exports und federten dadurch die Auswirkungen der Inflation ab. Kaufmann Emil Leitz gründete 1921 eine eigene Vertriebsgesellschaft, Fritz Leitz 1938 einen eigenen Betrieb, um Teile, Baugruppen und Aggregate für Flugzeuge zu produzieren. Albert Leitz junior manövrierte das Familienunternehmen durch die Kriegsjahre, das durch diese Kontinuität auch die Währungsreform überstand und sich in den 1950er Jahren zum international führenden Hersteller seiner Branche entwickelte.

### Neue Werkstoffe nach dem Krieg
Dominierte in den 1930er und 1940er Jahren noch die Massivholzbearbeitung, so erobern nach dem Krieg Holzwerkstoffe und Verbundprodukte den Markt für den Möbel- und Innenausbau. Die neuen Holzwerkstoffe stellten die Zerspanungstechnik vor völlig neue Herausforderungen: In den 1950er Jahren wurden daher neuartige Werkzeuge mit Hartmetallschneiden entwickelt. Neben den klassischen Holzbearbeitungswerkzeugen entstanden Produktlinien für Kunststoffe und NE-Metalle sowie für Holzwerkstoffe und die daraus abgeleiteten Verbundprodukte – das Produktprogramm von Leitz verdoppelt sich nahezu innerhalb weniger Jahre. Die Vertriebsgesellschaft Emil Leitz wurde in das Unternehmen integriert, weitere Vertriebs- und Servicegesellschaften in Deutschland und Europa kamen hinzu.

### Internationalisierung und Expansion
1956 gründete Leitz in den Niederlanden seine erste Auslands-Vertriebsgesellschaft. 1961 folgte mit dem österreichischen Werk in Riedau die erste Produktionsstätte im Ausland. 1964 wurde in Unterschneidheim ein Produktionsstandort als verlängerte Werkbank des Stammwerks aufgebaut, wo später neben Maschinenmessern, Bohr- und Schaftwerkzeugen auch hartmetallbestückte Sägeblätter produzierte.
1979 eröffnete Leitz eine Fertigung und ein Vertriebsbüro in Brasilien. Wenige Jahre später erschloss das Unternehmen den angloamerikanischen Raum und in den 1990er Jahren die osteuropäischen sowie die fernöstlichen Märkte, jeweils verbunden mit der Gründung neuer Leitz-Vertriebsfirmen. Parallel dazu expandierte das Unternehmen ab den 1980er Jahren durch die Akquisition von Branchenunternehmen in Deutschland, den USA und Italien.

## Kultur
Leitz hat sich als Veranstalter und Sponsor kultureller Events und Institutionen einen Namen gemacht: Das Unternehmen veranstaltet seit 1991 zusammen mit der Stadt Oberkochen die Jazz Lights, ein jährlich stattfindendes international besetztes Jazz-Festival. Das Holzmuseum LIGNORAMA in Riedau zählt Leitz zu seinen Sponsoring-Partnern.